# Imad
Imad (in alfabeto arabo: عماد) è un nome proprio di persona arabo maschile.

## Varianti
- Emad, Imed.

## Origine e diffusione
Riprende un termine arabo che vuol dire "sostegno" o "pilastro". Ha quindi significato analogo al nome Pilar.

## Persone
- Imad Baba, calciatore statunitense
- Imad Bassou, judoka marocchino
- Imad Chhadeh, calciatore siriano
- Imad Faraj, calciatore francese
- Imad Khalili, calciatore svedese
- Imad Khamis, politico siriano
- Imad Mugniyah, terrorista libanese
- Imad Najah, calciatore marocchino
- Imad Rondić, calciatore bosniaco
- Imad Zatara, calciatore svedese

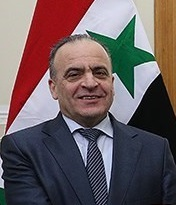
Imad Khamis

- Imad al-Dawla, militare e politico persiano
- Imad al-Din Zangi, governatore

### Variante Emad
- Emad El-Din Mohamed Abdel Moneim Fayed
- Emad El-Geziry
- Emad El-Nahhas
- Emad Hashim
- Emad Mansoor
- Emad Meteab
- Emad Mohammed
- Emad el-Din Mahmoud Ali